# Departamentul Salto
Departamentul Salto este un departament din Uruguay aflat în regiunea de nord-vest a țării. Are o suprafață de 14.163 km² și o populație de 124.878 de locuitori. Capitala sa este orașul Salto. Se învecinează cu departamentul Artigas la nord, cu departamentul Paysandú la sud, cu departamentele Rivera și Tacuarembó la est, iar la vest este Río Uruguay care îl separă de Argentina.

## Istorie
Prima împărțire a Republicii în șase departamente s-a realizat la 27 ianuarie 1816. Alte două departamente s-au format mai târziu în acel an. În acea perioadă, departamentul Paysandú includea tot teritoriul la nord de Río Negro, care includea departamentele actuale Artigas, Rivera, Tacuarembó, Salto, Paysandú și Río Negro. La 17 iunie 1837, a fost realizată o nouă diviziune a Uruguayului și a fost creat departamentul Salto care include actualul departament Artigas. Granițele au fost definite la 1 octombrie 1884 când departamentul Artigas a fost separat de Salto prin Legea nr. 1854.

## Populație și demografie
La recensământul din 2011, departamentul Salto avea o populație de 124.878 de locuitori (61.071 bărbați și 63.807 femei) și 42.486 de gospodării.
Date demografice pentru Departamentul Salto în 2010:
- Rata de creștere a populației: 0,55%
- Rata natalității: 17,32 nașteri/1.000 de persoane
- Rata mortalității: 8,26 de decese/1000 de persoane
- Vârsta medie: 29,0 (27,6 bărbați, 30,3 femei)
- Speranța de viață la naștere:
  - Total populație: 75,03 ani
  - Bărbați: 72,07 ani
  - Femei: 78,20 ani
- Venitul mediu pe gospodărie: 23.390 pesos/lună
- Venit urban pe cap de locuitor: 8.409 pesos/lună